# Liuzhou
Liuzhou (chiń. 柳州; pinyin Liǔzhōu) – miasto o statusie prefektury miejskiej w południowych Chinach, w regionie autonomicznym Kuangsi, port nad rzeką Liu Jiang. W 2010 roku liczba mieszkańców miasta wynosiła 791 427. Prefektura miejska w 2007 roku liczyła 3 620 000 mieszkańców. Ośrodek hutnictwa żelaza oraz przemysłu maszynowego, chemicznego, włókienniczego, elektronicznego i informatycznego.
W mieście znajduje się stacja kolejowa Liuzhou.

## Zielona droga rozwoju Liuzhou
Liuzhou liczy prawie sto lat historii przemysłowej. W Liuzhou znajduje się największa baza i produkcja przemysłowa w regionie autonomicznym Kuangsi.
W 1978 roku rząd chiński w Liuzhou rozpoczął budowę dziesięciu kluczowych projektów przemysłowych, przenosząc Liuzhou w erę przemysłu ciężkiego. Głównymi produktami przemysłu ciężkiego było utworzenie samochodów, żelaza, stali, maszyn i przemysłu chemicznego. Rozległy model rozwoju przemysłu ciężkiego przyczynił się do rozwoju gospodarczego Liuzhou, a także spowodowało to poważne zanieczyszczenie środowiska. w latach 1985–1995 Liuzhou miał największą częstotliwość kwaśnych deszczów w prowincji Kuangsi, wskaźnik kwasowości utrzymywał się na poziomie 98,5%.
W ciągu ostatniej dekady Liu Gang zainwestował ponad 70 mld juanów na budowę scentralizowanego oczyszczania ścieków przemysłowych, odsiarczanie spalin przemysłowych, 50 zaawansowanych technologii energooszczędnych i w projekt ochrony środowiska w Liuzhou. Po ograniczeniu zanieczyszczenia środowiska Liuzhou nie przestaje dążyć do tempa rozwoju ekologicznego.
Od 2002 roku Liuzhou realizuje projektem zazieleniania nabrzeża rzeki tworząc piękne krajobrazy. Liuzhou jest uosobieniem zielonej drogi rozwoju w Kuangsi w ciągu ostatnich 60 lat. Liuzhou inwestuje w projekty zalesiania terenów wzdłuż rzeki zapobiegając w ten sposób zatruwania wód. Liuzhou przyczyniło się do zielonego rozwoju całej prowincji Kuangsi. Dziś prowincja Kuangsi jest zielona od południa na północ i od wschodu na zachód. Dobra ekologia sprawiła, że zielona ścieżka rozwoju Liuzhou i całej prowincji Kuangsi jest coraz szersza. W przyszłości będą stosować się do koncepcji zielonego rozwoju, dążyć do oszczędzania zasobów naturalnych, utworzenie społeczeństwa przyjaznego dla środowiska, utrzymywać czystość wód i powietrza.

## Miasta partnerskie
- Muntinlupa, Filipiny
- Stalowa Wola, Polska
- Cincinnati, Stany Zjednoczone
- Pasawa, Niemcy